# Antonio Dall’Occa
Antonio Dall’Occa (* 1. Juni 1763 in Bologna; † 17. September 1846 in Florenz) war ein italienischer Kontrabass-Virtuose.
Sein Lehrer soll der berühmte Geiger Antonio Lolli gewesen sein, der als Vorbild Paganinis gilt. Wie sein Zeitgenosse Domenico Dragonetti suchte Dall’Occa sein Glück im Ausland und wurde an der Hofkapelle in St. Petersburg angestellt. Von dort unternahm er zahlreiche Kunstreisen nach ganz Europa. Sein Stil war vor allem durch die Verwendung natürlicher und künstlicher Flageoletttöne geprägt, womit er sein Publikum und die Presse stark polarisierte.
| Personendaten    | Personendaten                     |
| ---------------- | --------------------------------- |
| NAME             | Dall’Occa, Antonio                |
| KURZBESCHREIBUNG | italienischer Kontrabass-Virtuose |
| GEBURTSDATUM     | 1. Juni 1763                      |
| GEBURTSORT       | Bologna                           |
| STERBEDATUM      | 17. September 1846                |
| STERBEORT        | Florenz                           |